# Eredivisie Cup
De Eredivisie Cup is een Nederlands voetbalbekertoernooi voor eredivisieclubs in het vrouwenvoetbal, georganiseerd door de KNVB. De Eredivisie Cup ging van start in het seizoen 2019/20.

## Historie

### Oprichting
In de zomer van 2019 werd het nieuwe bekertoernooi aangekondigd om de lege speelweekenden van de Eredivisie voor vrouwen op te vullen. De deelnemende teams spelen een laddercompetitie om een winnaar te bepalen. De wedstrijden worden thuis en uit gespeeld.

### Periodekampioenen en Landskampioen
Sinds seizoen 2021/22 wordt de Eredivisie Cup gespeeld door de Landskampioen én de Periodekampioenen uit de competitie.

## Winnaars
| Jaar    | Winnaar   | #  | Uitslag    | Finalist  |
| ------- | --------- | -- | ---------- | --------- |
| 2019/20 | FC Twente | 01 | 4–2        | PSV       |
| 2020/21 | Ajax      | 01 | 3–2        | FC Twente |
| 2021/22 | FC Twente | 02 | 4–3        | Ajax      |
| 2022/23 | FC Twente | 03 | 4–3        | Ajax      |
| 2023/24 | FC Twente | 04 | 3–2        | PSV       |
| 2024/25 | PSV       | 01 | 3–3 w.n.s. | FC Twente |

| Titels per club | Titels per club | Titels per club |
| Club            | Aantal          |                 |
| --------------- | --------------- | --------------- |
| FC Twente       | 4               |                 |
| Ajax            | 1               |                 |
| PSV             | 1               |                 |

## Voetnoten
2019/20 · 2020/21 · 2021/22 · 2022/23 · 2023/24 · 2024/25
Nationale teams: 
 Nationaal elftal · Nationaal vrouwenelftal · Jong Oranje · Olympisch elftal · Nationaal B-elftal 
 Mannenvoetbal: 
 Betaald voetbal · Eredivisie · KNVB Beker · Johan Cruijff Schaal · Nacompetitie/Play-offs · Eerste divisie · Tweede divisie · Derde divisie · Vierde divisie · Amateurvoetbal · Onder 21 competitie · Beloften Eredivisie · Beloften Eerste Divisie · Beloften KNVB Beker · A-Junioren Eredivisie · B-Junioren Eredivisie 
 Vrouwenvoetbal: 
 Vrouwen Eredivisie · Vrouwen Eerste divisie · KNVB Beker Vrouwen · Eredivisie Cup · Supercup Vrouwen · Zaalvoetbal · KNVB Schoolvoetbal